# Лэйн-Райт, Кристал
Кристал Лэйн-Райт (англ. Crystal Lane-Wright: род. 13 сентября 1985, Челмсфорд) ― британская паралимпийская велосипедистка по треку и шоссейной дороге, участвующая в соревнованиях категории C5. Призёр Паралимпиад в 2016 и 2020 годах.

## Биография и спортивная карьера
Родилась 13 сентября 1985 года в Челмсфорде, Англия.
С рождения у нее была недоразвитая левая рука, в юности начала заниматься спортом и активно занимался футболом, играя на уровне округа. В 2008 году она наблюдала, как Сара Стори участвует в летних Паралимпийских играх 2008 года в Пекине. Она заметила, что у нее такая же инвалидность, что и Стори, и поняла, что ее можно классифицировать как паралимпийскую спортсменку.
После кампании 2009 года в Великобритании по поиску спортсменов для летних Паралимпийских игр 2012 года Лейн-Райт подала заявку и была допущена к участию в испытаниях. К декабрю 2010 года она была частью трех спортсменов, выбранных в команду Великобритании по пара-велоспорту на 2011 год.
Лейн-Райт дебютировала на международной арене в 2011 году, участвуя в Чемпионате мира по шоссейным дорогам в Роскилле, Дания. Она финишировала 9-й в гонке на время C5 и завоевала бронзовую медаль в гонке C5, а золото досталось партнеру по команде Великобритании Саре Стори.
В 2012 году Лейн-Райт приняла участие в чемпионате мира UCI в Риме. Там она заняла 4-е место в гонке по шоссе и 5-е место в гонке на время.
Лейн-Райт квалифицировалась на Летние Паралимпийские игры 2012 года во всех трех специализированных соревнованиях: гонка преследования на треке C5, гонка на время C5 и шоссейная гонка C4-5.
На Играх 2016 года в Рио она завоевала серебряную медаль в индивидуальной гонке преследования и бронзу в дорожной гонке. В 2018 году она выиграла индивидуальную гонку преследования на чемпионате мира по легкой атлетике в Рио-де-Жанейро. В том же году она также взяла серебро в индивидуальной гонке на время и бронзу в гонке по шоссе на Чемпионате мира по шоссейным дорогам.проходил в Маниаго.
На Паралимпиаде 2020 в Токио Кристал завоевала серебряную медаль в индивидуальной гонке преследования — C5.

## Личная жизнь
Вне спорта Лэйн-Райт была студентом Университета Лафборо и училась на магистра спортивного питания. Кристал окончила Эксетерский университет с результатом 2: 1 по физическим упражнениям и спортивным наукам в 2011 году.